# Трофимук Мирослав Степанович
Мирослав Степанович Трофимук (нар. 5 травня 1960, Львів) — український історик літератури, неолатиніст, перекладач, лексикограф. Кандидат філологічних наук. Член Асоціації українських письменників.

## Біографія
Народився в родині історика літератури Степана Трофимука.
Навчався у Львівській спеціалізованій школі № 8 з викладанням низки предметів німецькою мовою.
У 1982 році закінчив філологічний факультет державного університету імені Івана Франка за спеціальністю «класична філологія». По закінченню університету — спеціалізація неолатиністика, історія й теорія літератури, культурологія, лексикографія, перекладознавство.
Робота:
- 1982—1985 — лаборант кафедри іноземних мов Львівського державного медичного університету. За сумісництвом — викладач кафедри латинської мови Львівського медуніверситету.
- 1985—1988 — аспірант відділу давньої української літератури Інституту літератури імені Т. Г. Шевченка Академії наук УРСР (Київ). За сумісництвом — викладач кафедри латинської мови Київського державного університету імені Т. Г. Шевченка.
- 1988—1989 — пожежно-сторожовий охоронець львівського музею історії релігії та атеїзму.
- 1989—1990 — старший лаборант Карпатської постійнодіючої археологічно-архітектурної експедиції Інституту суспільних наук АН УРСР.
- 1990 — захистив кандидатську дисертацію з проблем теорії літератури епохи бароко: «Антична література у курсах словесності Києво–Могилянскої академії (XVII—XVIII ст.)».
- 1990—1996 — науковий співробітник відділу літератури Інституту українознавства імені Івана Крип'якевича НАН України. За сумісництвом — викладач кафедри латинської мови Львівського державного медичного університету (1991).
- 1995—2004 — засновник (спільно з Олександрою Трофімчук) та директор Інституту неолатиністики при Львівській богословській академії.
- 1996—1997 — викладач латинської та грецької мов Колегії імені Патріарха Мстислава УАПЦ (Харків).
- 1998—1999 — викладач латинської мови у вищому навчальному закладі УГКЦ — львівській Архиєпархіяльній семінарії Святого Духа.
- 2003—2005 — доцент кафедри класичних мов Українського католицького університету у Львові.

Обкладинка книги: Пилип Орлик. Конституція, маніфести та літературна спадщина. Вибр. Твори. /Упорядкування і примітки Мирослава Трофимука і Валерія Шевчука. — К.: 2006. — 736 с.

Автор півтори сотень публікацій за тематикою дослідження: монографії, наукових статей, поетичних і прозових перекладів з польської, латинської, німецької мов, власних творів. Офіційний опонент на захистах дисертацій.

## Доробок

Обкладинка книги: Латинсько–український словник. — Львів: Вид–во ЛБА, 2001. — VIII + 694 с. (у співавторстві з Олександрою Трофимук).

Автор і упорядник серії видань, присвячених політичній діяльності та літературній творчості гетьмана Пилипа Орлика, один із авторів Нової академічної історії української літератури у 12 томах. Автор монографії «Поетика епохи Мазепи». Співавтор латинсько-українського словника. Співупорядник Антології латиномовної поезії України.
Статті і власні твори, переклади друкувалися у періодиці, зокрема у журналах «Дзвін» («Жовтень»), «СіЧ», Записки НТШ, Захоплення — поетична, прозова творчість.

### Книжкові видання
- Перша конституція України гетьмана Пилипа Орлика. 1710 р. /Пер. з латин. та приміт. М. С. Трофимука; Передм. та загальна наукова редакція О.Пріцака; Післяслово О. П. Трофимук та М. С. Трофимука. — К.: Веселка, 1994. — 77с.
- Конституція Української гетьманської держави. 1710 р. (староукраїнською, латинською, українською та англійською мовами). Видання подарункове.–Київ–Львів, 1997.–160 с.
- Латинсько–український словник. — Львів: Вид–во ЛБА, 2001. — VIII + 694 с. (у співавторстві з Олександрою Трофимук).
- Пилип Орлик. Конституція, маніфести та літературна спадщина. Вибр. Твори. /Упорядкування і примітки Мирослава Трофимука і Валерія Шевчука. — К.: 2006. — 736 с.
- Поетика епохи Мазепи: монографія. — Львів: СПОЛОМ, 2009. — 224 с.
- Латиномовна література України XV—XIX ст.: жанри, мотиви, ідеї: монографія / М. С. Трофимук. — Львів: ЛНУ імені Івана Франка, 2014. — 380 с.

### Вибрані статті
- Антична теорія словесності в поетиках Києво–Могилянської академії XVII—XVIII ст. // Рад. літературознавство, 1989. — № 4. — С. 61-70.
- Вплив творчості Марціала на зародження і розвиток теорії української літератури (На матеріалі курсів словесності Києво–Могилянської академії XVII—XVIII ст.) // ЗНТШ. — Т.CCXXI. — Львів, 1990. — С. 21-32.
- Творчість Верґілія — джерело літературно–теоретичних знань в Україні // ЗНТШ. –Т.CCXXVIII. — Львів, 1990. — С.22-35.
- Поради стороннього, або чи класична класика у Львові // Дзвін. — 1991. — № 12. — С. 139—143.
- Інститут неолатиністики — утопія чи реальність? // Сучасність. — 1994. — № 5. — С.155-157.
- Алоїз Блюмауер та Іван Котляревський. До постановки проблеми // Українська література в Австрії, австрійська в Україні (Матеріали міжнародного симпозіуму). — К., 1994. — С. 16-20.
- Два початки нової української літератури? («Енеїда» Івана Котляревського та «Руська трійця») // Шашкевичіана (Нова серія). — Випуск 1–2. — Львів–Броди–Вінніпеґ, 1996, — С. 149—153.
- Творча спадщина Горація — ґрунт для розвитку літературно–теоретичних знань в Україні // ЗНТШ. — Т.CCXLVI. — Львів, 2003. — С. 37-56.
- Українська польськомовна поема з кінця XVI ст. // Українсько–польські контексти доби Бароко. Київські полоністичні студії, Т. IV. — К., 2004, С. 223—235.
- Новолатинська філологія в Україні–Гетьманщині // Pagine de ucrainistica europea (a cura di Giovanna Brogi Bercoff e Giovanna Siedina), (Universita degli studi di Milano AISU, «Ivan Mazepa and his follovers. State ideology, history, Religion, literature, culture». Gargnano del Garda (Italy) — May 7 — 11, 2002 // Mazepa e il suo tempo: Storia, cultura, societa, a cura di Giovanna Siedina, Alessandria, 2005, P. 577—589.
- Латиномовна література в оцінці Івана Франка (На матеріалі зауваг про твір «Roxolania» Себастіяна Фабіяна Кленовича) // ЗНТШ, Т.CCL (Праці філологічної секції). — Львів, 2005. — С. 548—559.
- Еволюція поняття «богохранимості» у XVII ст. // Антипролог: збірник наукових праць, присвячених 60–річчю члена–кореспондента НАН України Миколи Сулими. — К., 2007. — С. 284—297.
- Перша друкована поема про Україну: українська латиномовна література до і після Сковороди // Григорій Сковорода — духовний орієнтир для сучасності (Наукові матеріали XIII Сковородинівських читань) У 2 книгах. — К., 2007 — С. 266—282.
- Дмитро Туптало: «Епістолії многомовнії» // Дмитро Туптало у світі українського бароко: Збірник наукових праць. [У надзаг.: *Львівська медієвістика. — Вип. 1]. — Львів, 2007. — С. 266—289; (у співавторстві з Олександрою Трофимук).
- «Роксоланія» Себастіяна Фабіяна Кленовича в оцінці Івана Франка // Франкознавчі студії: Четвертий випуск. — Дрогобич, 2007. — С. 385—395.
- Roxolania Sebastiani Fabiani Acerni у контексті українського літературного процесу // Ukraina. Teksty i konteksty: Księga jubileuszowa dedykowana Profesorowi Stefanowi Kozakowi w siedemdziesiątą rocznicę urodzin. Pod redakcją Bazylego Nazaruka, Walentyny Sobol, Wolodymyra Alexandrowycza. — Katedra Ukrainistyki Uniwersytetu Warszawskiego. — Warszawa, 2007. — С. 77-90.
- Кореляція ренесансної доктрини українським християнським світоглядом (на матеріалі курсів поетики Києво–Могилянської академії) // Sacrum і Біблія в українській літературі /За ред. Ігоря Набитовича. — Люблін, 2008. — С. 115—121.
- Неолатиністична проблематика у працях Івана Франка // Іван Франко: дух, наука, думка, воля: Матеріали Міжнародного наукового конгресу, присвяченого 150-річчю від дня народження Івана Франка (Львів, 27 вересня — 1 жовтня 2006 р.). — Львів, Видавничий центр *Львівського національного університету імені Івана Франка, 2008. — Т. 1. — С. 400—409.
- Захистити авторське право: відкритий лист до Голови Верховної Ради України Володимира Литвина // Літературна Україна. — 2010. — № 36 (5368). — 7 жовтня. — С. 3.

Обкладинка книги: Конституція Української гетьманської держави. 1710 р. (староукраїнською, латинською, українською та англійською мовами). Видання подарункове.–Київ–Львів, 1997. — 160 с.

### Публікації власних творів
- Actus acutus (новела) // Фіра (Львів). — 1991. — Ч. 1. — C. 10-12.
- Неновела (новела) // Лель (Київ). — 1992. — № 1. — C. 55.
- Скерцо фа–дієз мажор (новела) // Лель (Київ). — 1992. — № 5. — C. 35-37.
- Пам'ять дзеркал (добірка поетичних творів) // Дзвін. — Ч. 5–6. — Львів, 2002. — С. 15-20.
- Підбірка новел // Королівський ліс: Альманах кохання / Упоряд. І.Лучук. — Кн. 2 . — Л.: ЛА Піраміда", 2002. — 376 с. з іл.
- Інлірика [Шурпіт Коц], підбірка ліричної поезії // «Ї»: Незалежний культурологічний часопис, Ч. 33*: Еротика, травень, 2004, С. 28-31.
- Вовчиця [Шурпіт Коц], новела // «Ї»: Незалежний культурологічний часопис, Ч. 33: Гендер, ерос, порно, травень, 2004, С. 278—281.
- Actus acutus (Підбірка новел) // Дзвін, № 7 (777), липень 2009. — С. 91-98.

### Переклади
- Епіграми Івана з Туробіна, русина / пер. з латин. // Українська поезія XVI ст. — К., 1987.
- «Pacta et constitutiones legum libertatumque Exercitus Zaporoviensis…» // Перша конституція України гетьмана Пилипа Орлика. 1710 р. /Пер. з латин. та приміт. М. С. Трофимука; Передм. та загальна наукова редакція О.Пріцака; Післяслово О. П. Трофимук та М. С. Трофимука. — К.: Веселка, 1994. — 77 с.
- Станіслав Оріховський. Про турецьку загрозу Слово перше. / Пер. з латин. // Українські гуманісти епохи Відродження. Антологія: У 2 частинах. — Ч. 1. — К., 1995. — С. 61-87.
- Пилип Орлик. Алцід російський // Пилип Орлик. Конституція, маніфести та літературна спадщина. Вибр. твори. /Упорядкування і примітки Мирослава Трофимука і Валерія Шевчука. — К.: 2006. — С. 389—510.
- Пилип Орлик. Гіппомен сарматський // Пилип Орлик. Конституція, маніфести та літературна спадщина. Вибр. твори. /Упорядкування і примітки Мирослава Трофимука і Валерія Шевчука. — К.: 2006. — С. 511—612.
- Стефан Грабинський. Духи старого Львова. — Л.: ЛА «Піраміда», 2001.
- Дмитро Туптало. Листи / Пер. з латин. // Дмитро Туптало у світі українського бароко: Збірник наукових праць. [У надзаг.: Львівська медієвістика. — Вип. 1]. — Львів, 2007. (у співавторстві з Олександрою Трофимук).
- Переклади, опубліковані у каталозі міжнародної виставки «Україна-Швеція: на перехрестях історії (XVII—XVIII століття)»: 1 жовт. 2008 р. — 30 берез. 2009 р. м. Київ, 9 квіт. — 31 трав. 2009 р., м. Дніпропетровськ: кат. Міжнар. вист./ [уклад. Ю.Савчук]; М-во культури і туризму України, Нац. Музей історії України. — К., 2008. — 224 с.

Обкладинка книги: Перша конституція України гетьмана Пилипа Орлика. 1710 р. /Пер. з латин. та приміт. М. С. Трофимука; Передм. та загальна наукова редакція О.Пріцака; Післяслово О. П. Трофимук та М. С. Трофимука. — К.: Веселка, 1994. — 77с

### Переклади на інші мови
- Olha Kuprievych, Maria A. Dolnycky. Legal pacts and constitutions on the rights and liberties of the Zaporozhian Host // Конституція Української Гетьманської держави. — Львів-Київ, 1997. — 160 с. [Переклад на англійську мову тексту Конституції 1710 р. і приміток на основі перекладу на сучасну українську мову Мирослава Трофимука: С. 129—158].
- Vladimir Hawryluk. Constitution Ukrainienne 1710: La premiere constitution en Europe. — Editions Beaurepaire Pole SaA, 2009. — 191 s. [Переклад на форанцузьку мову тексту Конституції 1710 р. і приміток на основі перекладу на сучасну українську мову Мирослава Трофимука: С. 25-62; 95-167].

### Фільм
З нагоди виходу у світ книги «Конституція Української гетьманської держави. 1710 р.» на ЛТРК знято півгодинний фільм «Шлях до свободи» (про Конституцію 1710 р. й Пилипа Орлика — співавтора й головного редактора цього документу). Фільм періодично демонструється на ЛТРК. Автор сценарію О.Трофимук, інтерв'юер, співредактор (учасник монтажу) — М.Трофимук.

### Інтерв'ю

#### Телебачення
- 09.1998 ЛТРК, Передача «Як много важить слово». (Інтерв'ю з приводу проблем і перспектив вивчення давньої української літератури й неолатиністики).
- 2001. ЛТРК, Передача « Як много важить слово». (Інтерв'ю з пріводу опублікування Латинсько–українського словника).
- 10.2003 телеканал «Інтер» (програма «Кримінал») створив 20–хвилинний фільм про Мазепу, Орлика та Конституцію 1710 р. за участю Мирославав Трофимука.
- 2004 Перший Національний телеканал програма «Дзеркало» передача «Іван Франко» за участю М.Трофимука й О.Трофимук.
- 28.06.2007 ЛТРК, Передача «Суспільні діалоги», присвяченій традиції українського конституціалізму; ведучий Ярослав Фейло.
- 01.10.2008 Канал 5, інформаційний ролик про відкриття міжнародної виставки «Україна — Швеція: на перехрестях історії»; ведучий Олександр Аргат.
- 31.04.2010 12 канал, ЛТРК, Програма «Діалоги», присвячена 300-річчю конституції Пилипа Орлика; ведучий Олесь Старовойт.
- 6.04.2010 Перший національний, програма «Життя триває»: 300-річчя Конституції Пилипа Орлика; ведуча Ірина Антонович.
- 17.04.2010 Перший національний, програма «Книга.ua»: сюжет про видання Конституції Пилипа Орлика, опубліковані Олександрою та Мирославом Трофимуками; ведуча Марина Бондаренко.

#### Радіо
- 18.09.2001. Львівське обласне радіо, передача «Скарбниця»; інтерв'ю із М.Трофимуком з приводу опублікування Латинсько–українського словника; ведуча Н.Космолінська.
- 20.09.2001. FM-радіо «Ініціатива», програма Романа Чайки «За чайком», інтерв'ю із М.Трофимуком та О.Трофимук.
- 06.2006. ЛОДР, програма «Світлиця», ведучий Зіновій Суходуб; інтерв'ю з Мирославом Трофмуком про творця першої конституції Пилипа Орлка.
- 30.06.2007. FM-радіо «Незалежність», передача «Постаті», за участі Мирослава Трофимука та Степана Трохимчука, ведуча Наталя Сук.
- 28.07.2007. Пилип Орлик — державотворець і поет: інтерв'ю із М.Трофимуком /Польське радіо для закордону. Інтерв'ю підготував Антон Марчинський.
- 06.2006. ЛОДР, програма «Світлиця», ведучий Зіновій Суходуб; серія інтерв'ю з Мирославом Трофимуком про творця першої конституції Пилипа Орлка.

Обкладинка книги: Поетика епохи Мазепи: монографія. — Львів: СПОЛОМ, 2009. — 224 с. (дизайн обкладинки: Мирослав Трофимук — молодший)

#### Преса
- Раїса Руденко. Інститут нової латиністики у Львові // Свобода (Український щоденник), 8.05.1996 (№ 87) (Інтерв'ю із М.Трофимуком).
- За конституцією Пилипа Орлика Україна жила чотири роки // Експрес (Львів), № 25 (28 червня — 6 липня 1997 р.) (Інтерв'ю із М.Трофимуком).
- С. В. (Вікторія Садова). Поважна наука… єрундистика // Поступ, № 141 (799), 18-19.09.2001 (інтерв'ю з приводу опублікування Латинсько–українського словника; фотографія авторів й ректора ЛБА о. д–ра. Бориса Ґудзяка).
- Історична сенсація: напередодні Дня конституції львівський історик віднайшов рукопис найстарішої у Європі конституції Пилипа Орлика // Експрес, № 92 (3457), 27.06 — 5.07 2007. (Інтерв'ю із М.Трофимуком).

## Відзначення
- Латинсько–український словник — четверте місце у рейтинґу Лауреати книжки року'2001, номінація «Енциклопедія» (енциклопедична література, довідкові видання). — Книжник–review, № 5, березень 2002 р.
- Пилип Орлик. Конституція, маніфести, творча спадщина. — К.,2006. — 740 с. — Друге місце у XVIII Всеукраїнського конкурсу «Книга року 2006» у номінації «Давня історія (до XVIII ст.)» Книжник–review, № 5, 2007.